# Francisco Nicholson
Francisco António de Vasconcelos Nicholson, mais conhecido como Francisco Nicholson (Lisboa, 26 de junho de 1938 – Lisboa, 12 de abril de 2016), foi um ator, argumentista televisivo, dramaturgo e encenador português. 

## Família
Nascido no seio de uma família ligada às artes, é filho de John Francis Quintela Nicholson (Southsea, Sussex, 13 de Março de 1916 - Lisboa, 23 de Julho de 1960) e de sua mulher Maria Alice de Vasconcelos Marques (Marco de Canaveses, Paços de Gaiolo, 14 de Outubro de 1913 - ?), sendo seu pai, filho dum Inglês, bisneto do 1.º Visconde da Charruada e duma filha do 1.º Visconde do Cartaxo (irmão do 1.º Conde da Póvoa e 1.º Barão de Teixeira), aquele filho do 1.º Conde de Farrobo e 2.º Barão de Quintela e de sua mulher a artista de Teatro Mariana Carlota Lodi e neto de Francisco António Lodi, de ascendência Italiana. Era, também, primo em terceiro grau de José Diogo Quintela.

## Biografia
Começou a fazer Teatro, com 14 anos, no antigo Liceu Camões sob direcção do encenador e poeta António Manuel Couto Viana (†) a convite do qual veio a pertencer ao Grupo da Mocidade que integrava, outros jovens que se vieram a destacar no panorama do Teatro Português como Rui Mendes, Morais e Castro (†), Catarina Avelar, Mário Pereira (†), etc. Estudou em Paris, frequentando a Academia Charles Dullin, do Théatre Nacional Populaire, privando com grandes nomes do Teatro francês, como Jean Vilar, Georges Wilson, Gerard Philipe.
Estreou-se, profissionalmente, como ator e autor, com a peça infantil “Misterioso Até Mais Não”, no Teatro do Gerifalto. Viu representadas mais cinco peças suas para crianças: “O Cavaleiro Sem Medo”, “Boingue-boingue”, “O Indiozinho Raio de Luar”, etc.
Fez parte dos elencos da Companhia Nacional de Teatro e do Teatro Estúdio de Lisboa onde representou grandes textos da dramaturgia mundial, de autores como Strindberg, Kleist, Bernard Shaw, Arnold Wesker, Davis Storey, Apollinaire e outros.
Raul Solnado (†) convidou-o para inaugurar o Teatro Villaret integrando o elenco da peça “O Inspector Geral” de Nicolau Gogol, permanecendo no elenco mais de dois anos, tendo interpretado várias comédias e encenado “Quando é que tu casas com a minha mulher?”.
Foi no Teatro ABC que se popularizou com o teatro de revista. Tendo-se estreado com "O gesto é tudo" ao lado de Eugénio Salvador (†), Camilo de Oliveira (†), a brasileira Berta Loran e um grande elenco. Com a peça “Gente Nova em Bikini” afirma-se como autor (em conjunto com César de Oliveira (†) e Rogério Bracinha), actor (ao lado dum elenco muito jovem com nomes como Ivone Silva (†), Manuela Maria, Irene Cruz, Henriqueta Maya, António Anjos (†), Iola e o consagrado João Maria Tudela) (†) e também encenador. Ao enorme êxito deste projecto inovador seguiram-se outros como “Chapéu Alto” e “Lábios Pintados”.
No Teatro Monumental dirige, com Alfredo Alária, e interpreta o musical “Férias em Lisboa”.
Na televisão dá-se a conhecer com Riso e Ritmo (1964), programa em que foi autor, ator e produtor (em conjunto com Armando Cortez (†) e José Mensurado) (†). É um dos autores da canção "Oração" com que António Calvário venceu, em 1964, o primeiro Festival RTP da Canção.
Paula Ribas esteve no Festival internacional da Canção do Rio de Janeiro, com “Canção de Paz para todos nós” de sua autoria e de Jorge Costa Pinto. Vitória Maria participa depois nas Olimpíadas da Canção, em Atenas, novamente da mesma dupla que também escreveram para Madalena Iglésias as canções “Amar é vencer”, apresentada no III Festival Internacional da Canção (1968), e "Tu Vais Voltar" que obteve o 4.º lugar nas Olimpíadas da Canção na Grécia (1968). Como autor conquistou por duas vezes o Festival da Canção da Figueira da Foz.
Nesta fase é produtiva a actividade como letrista tendo escrito para nomes como António Calvário, Madalena Iglésias (†), Tony de Matos (†), Simone de Oliveira, Paula Ribas, Marco Paulo, Fernanda Batista (†), Fernanda Maria, Maria da Fé, Maria Armanda, Ada de Castro, Lenita Gentil, Florbela Queirós, Anabela, Natércia Maria, Mariema (†), José Bravo, Vitória Maria, Maria Lisboa, João Braga, “Os Três de Portugal” e “Conjunto Sem Nome”.
Em cinema assinou os guiões dos filmes Operação Dinamite (1967) e Bonança & Cª (1969) de Pedro Martins.
Com o empresário Sérgio de Azevedo, regressou ao Teatro ABC com “É o fim da macacada” (1972), que escreveu (com Gonçalves Preto e Rolo Duarte) e também encenou, “Pró menino e prá menina” e “Tudo a Nu”, em que é um dos autores, intérprete e encenador. “Tudo a Nu” estava em cena, com grande êxito, no Teatro ABC no dia 25 de Abril de 1974. Com o final da censura são repostos os cortes efectuados pelos censores e modificado o nome para “Tudo a Nu com Parra Nova”.
Com a participação de nomes importantes do nosso espectáculo como a bailarina Magda Cardoso, o coreógrafo Fernando Lima, ou o cenógrafo e figurinista Mário Alberto é um dos fundadores do Teatro Adoque que provocou uma alteração no Teatro de Revista.
Vence a Grande Marcha de Lisboa, em 1981, com "Cantar Lisboa", em colaboração com Gonçalves Preto, Braga Santos e Fernando Correia Martins. Foi o autor de "Vila Faia", a primeira telenovela portuguesa. Repetiu o papel em "Origens" de 1983.
Regressa ao Parque Mayer escrevendo com Henrique Santana (†), Mário Zambujal, Rogério Bracinha e Augusto Fraga (†) a Revista "Não batam mais no Zezinho", no Teatro Maria Vitória, em 1985, que permanece dois anos em cartaz. Seguem-se uma sucessão de Revistas de que foi figura de topo.
Dirigiu e interpretou vários programas como "Clubissimo" (1988), "O canto alegre" (1989) e "Euronico" (1990). Em 1992 escreveu a telenovela "Cinzas" da RTP. Em 1995 voltou a vencer a Grande Marcha de Lisboa, desta vez com música de Rui Serôdio.
Foi também autor de outras novelas e séries para televisão, como "Os Lobos" (1998), "Ajuste de Contas" (2000), "Ganância" (2001), "O Olhar da Serpente" (2002), entre outras.
Colabora com a revista "Já Viram Isto?!..." , estreada em 25 de Outubro de 2006, onde aparece uma nova equipa de criadores, cabendo a si a direcção, coordenação e encenação.
Em 2007 entrou na telenovela "Fascínios" da TVI onde desempenhou o papel de João Andrade. Tem participações em episódios de "Casos da Vida" e "Bem Vindos A Beirais".
Entre alguns prémios conquistados foi distinguido com a “medalha de ouro de mérito cultural” atribuída pela Câmara Municipal de Lisboa. Também foi galardoado pela autarquia de Oeiras.
Na imprensa, colaborou no suplemento A Mosca do Diário de Lisboa e em A Bola, Diário Popular, Capital, Jornal de Notícias, Norte Desportivo, Revista R&T.
Faleceu a 12 de abril de 2016, aos 77 anos de idade, no hospital Curry Cabral, em Lisboa.

## Casamentos e descendência
Casou primeira vez a 22 de março de 1969 com Colette Liliane Dubois, de quem se divorciou e de quem teve a sua única filha, a também atriz Sofia Nicholson. Casou segunda vez com a bailarina e também atriz Magda Cardoso, de quem não teve descendência.

## Filmografia
Fez parte do elenco dos filmes: 
- 1962 - Um dia de vida, do realizador Augusto Fraga
- 1967 - Operação Dinamite, do realizador Pedro Martins
- 1969 -  Bonança & C.a, do realizador Pedro Martins

- 1997 - Tentação, realizado por Joaquim Leitão [5]
- 1997 - A Maluquinha de Arroios
- 1999 - Natal 71

## Telenovelas
- Vila Faia (1982)
- Origens (1983)
- Cinzas (1992-1993)
- Os Lobos (1998-1999)
- Ajuste de Contas (2000-2001)
- Ganância (2001)
- O Olhar da Serpente (2002-2003)